# Fondation Samilia
 (novembre 2016).
La Fondation Samilia est une fondation d'utilité publique basée en Belgique qui lutte depuis 2007 contre la traite des êtres humains, qu'elle soit à des fins d'esclavage sexuel ou économique.
Elle a pour objectif de faire de la prévention dans les pays d’origine, majoritairement dans les Balkans et en Afrique de l’Ouest, et de la sensibilisation dans les pays de destination. Elle s’implique dans différents domaines, tels que la prévention à la traite des êtres humains à des fins d'exploitation sexuelle en Roumanie , la conscientisation des entreprises, par des workshops ciblés et un outil en ligne, aux risques de traite des êtres humains dans leur chaîne de production ou via des services qu’elles utilisent. Elle a notamment collaboré avec le Groupe Delhaize dans le cadre d'un projet co-financé par la Commission européenne.  La Fondation Samilia s'implique aussi contre la traite et le trafic de jeunes footballeurs africains (en) vers l'Europe et la Belgique en particulier.